# Stenochironomus pulchripennis
Stenochironomus pulchripennis är en tvåvingeart som först beskrevs av Daniel William Coquillett 1902.  Stenochironomus pulchripennis ingår i släktet Stenochironomus och familjen fjädermyggor. Inga underarter finns listade i Catalogue of Life.